# Alter Gasthof (Belvedere)

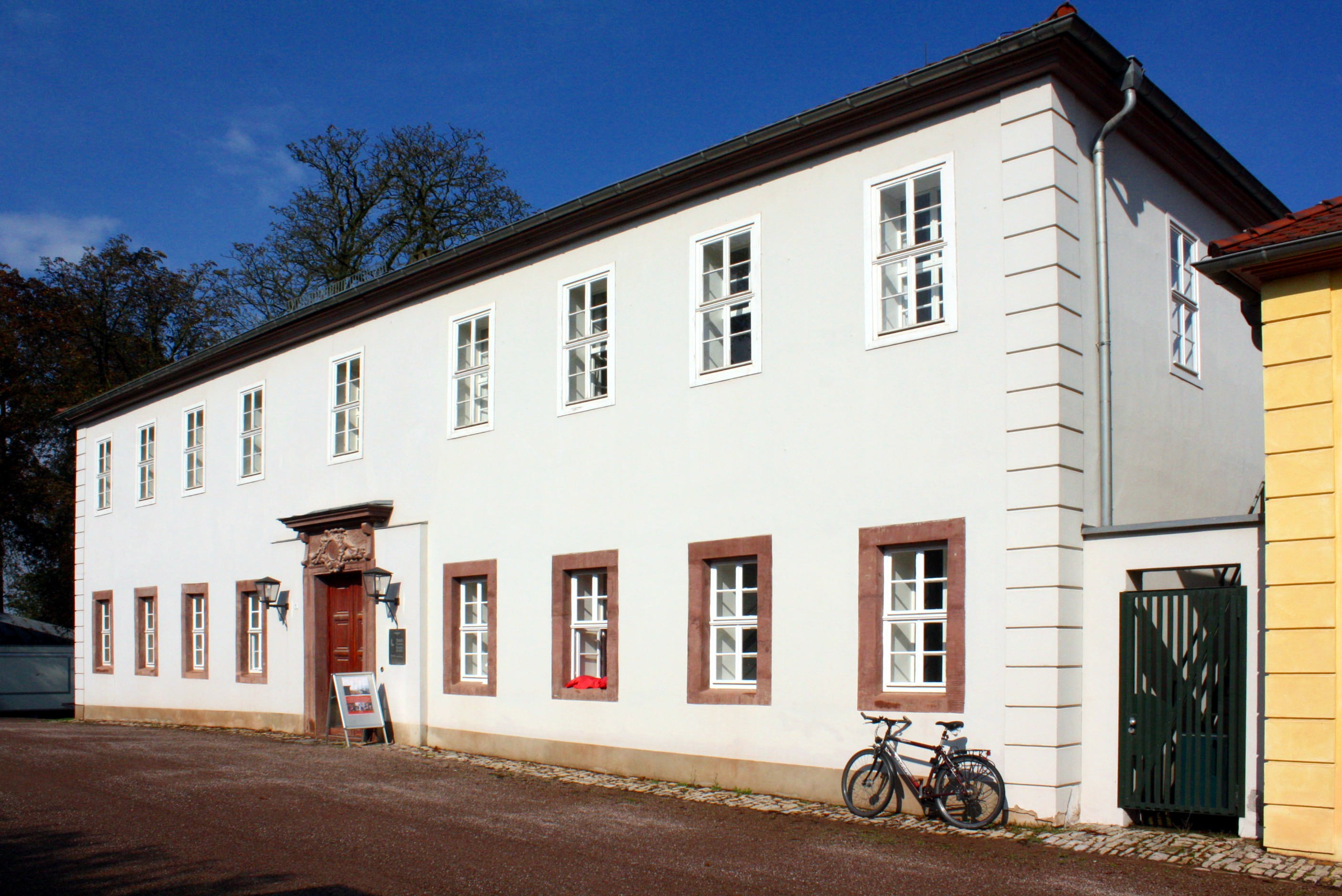
Alter Gasthof

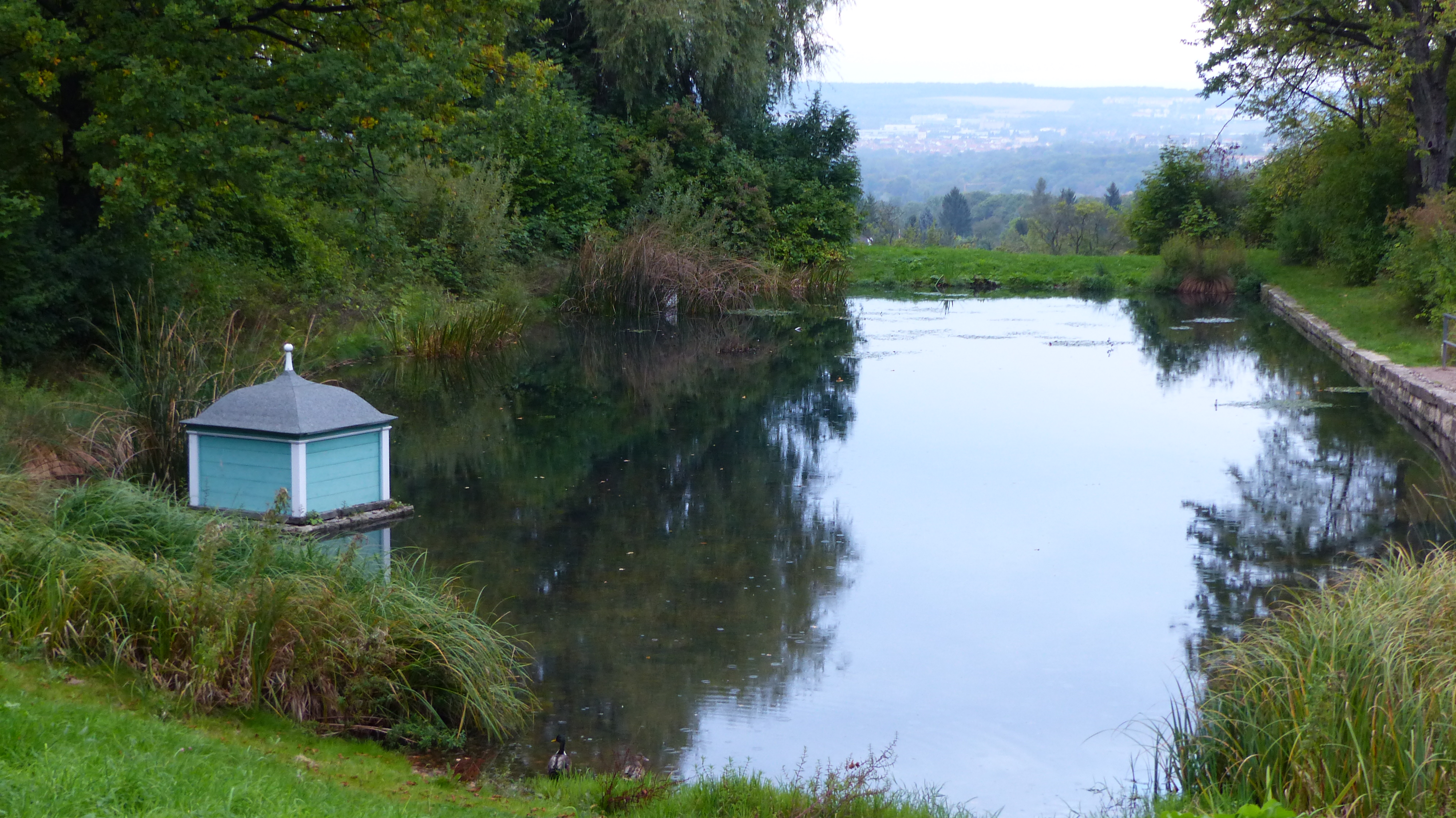
Gasthofteich

Der Alte Gasthof befindet sich im Bereich des Schlosses Belvedere bei Weimar als Teil des Denkmalensembles des Lustschlosses.

## Geschichte
Das Gebäude wie auch die gesamte Menagerie dürfte auf einen Entwurf von Johann Adolph Richter oder Gottfried Heinrich Krohne zurückgehen. Dabei ist insbesondere an den Letzteren zu denken, der einen Großteil der Entwürfe und Planungen von Belvedere erarbeitete. Auf einem alten Plan von Carl Kirchner aus dem Jahr 1824 ist dieser Bereich eingezeichnet.
Das Haus wird heute von der Verwaltung des Musikgymnasiums Schloss Belvedere genutzt.

## Architektur
Das zweigeschossige Gebäude hat eine schlichte verputzte Fassade mit einem Portal mit einer Barock-Supraporte und ist Teil eines Dreiseitenhofes der einstigen Menagerie. Die Fensterrahmen sind durch den Naturstein farblich abgesetzt.
Im 18. Jahrhundert wurde der Gasthofteich, auch Ententeich genannt,  künstlich angelegt. Er bezieht sein Wasser über den Possenbach und den Schirmteich über ein Röhrensystem und ist ein wichtiges Element des Bewässerungssystems des Parks.